# Helena Herslow
Helena Katarina Herslow, född 27 november 1875 i Stockholm, död 7 februari 1944 i Stockholm, var en svensk målare.
Hon var dotter till juristen Ernst Herslow (1838–1926) och Josephine Grønn. Hon var syster till Kaia Anna Helena Herslow (1873–1966), Hulda Elisabeth Herslow (1874–1961), Carl Herslow (1877–1965) och Ernst Christian Herslow (1881-1944). Helena Herslows farbror var tidningsmannen Carl Herslow.
Helena Herslow studerade på Tekniska skolan i Stockholm åren 1893–1896 och vid Konstakademien i Stockholm åren 1897–1902. Hon studerade vidare i Paris för den franske målaren Lucien Simon (1861–1945) och för den postimpressionistiske franske landskapsmålaren René Ménard (1862–1930) åren 1903 och 1906. René Ménard blev utnämnd till professor vid Académie de la Grande Chaumière år 1904, då Helena Herslow studerade där. Konstnärerna Lucien Simon och René Ménard, som Helena Herslow studerade för, var båda medlemmar i den franska gruppen Bande Noire, ett smeknamn som gavs av konstkritikerna under årtiondena kring 1900–1910, och som gjorde tydligt motstånd mot impressionistiska målningar.
Efter studierna i Paris gjorde Helena Herslow resor i Tyskland och Italien.
Hon målade porträtt, stilleben, interiörer och blommor.
Helena Herslow var kommissarie för Liljevalchs utställning på Djurgården i Stockholm 1917. Samma år arrangerade Svenska Slöjdföreningen den så kallade Hemutställningen 1917 i Liljevalchs konsthall vid, då inredningsarkitekten och möbelformgivaren David Blomberg var kommissarie och deltagare i utställningen.
År 1920 höll Herslow en utställning i Västerås tillsammans med sina konstnärskamrater Esther Salmson och Elsa Zetterberg-Ström (även: Elsa Ström-Zetterberg).
Helena Herslow är begravd på Lovö kyrkogård.

## Signatur
- Art Signature Dictionary, Helena Herslow.